# Cyriak
Cyriak – imię męskie pochodzenia greckiego. Wywodzi się od słowa kyriakós od rzeczownika kýrios oznaczającego "pan", "władca". Istnieje kilku świętych o tym imieniu.
Odpowiednikiem żeńskim jest Cyriaka.
Odpowiedniki w innych językach:
- łacina – Cyriacus
- język grecki – Κυριάκος, (pol.) Kyriakos
- język rosyjski - Kуриакос, (pol.) Kuriakos

Cyriak imieniny obchodzi: 3 stycznia, 16 marca, 2 maja, 15 lipca, 5 sierpnia, 8 sierpnia, 12 sierpnia, 23 sierpnia, 29 września i 12 października.
Znane osoby noszące imię Cyriak:
- Cyriak Rzymianin – święty, męczennik
- Cyriak Eliasz Chavara – święty karmelita
- Ciriaco De Mita — włoski polityk
- Kyriakos Ioannou — cypryjski skoczek wzwyż
- Cyriak Harris – angielski animator

- Cyriak (Andreas Georgopetris, ur. 1945) – grecki biskup prawosławny
- Cyriak –‬‭ król Makurii w Nubii w latach około 747 do 768
- Cyriak (Henok Tekle Giorgis, ur. 1980) – duchowny Etiopskiego Kościoła Ortodoksyjnego